# Обь-Томское междуречье
Обь-То́мское междуре́чье — природный и туристский район Западной Сибири между крупными реками Обь и Томь. Располагается на территории Кемеровской, Томской и Новосибирской областей.

## Физико-географическое описание
Границы района с юга по Транссибу, с востока и запада — русла рек Обь и Томь, с севера — устье реки Томь, впадающей в Обь. Вся площадь Обь-Томского междуречья расположена в пределах Западно-Сибирской равнины в пределах высот 120—200 м.
Обь-Томское междуречье располагается в границах Томской области (Калтайского сельского поселения), Новосибирской (Городское поселение Болотное, Варламовское сельское поселение, Дивинское сельское поселение, Зудовское сельское поселение, Кунчурукское сельское поселение, Ояшинское сельское поселение) и Кемеровской областей (Зеледеевское сельское поселение, Лебяжье-Асановское сельское поселение, Мальцевское сельское поселение, Проскоковское сельское поселение, Юргинское сельское поселение).

Туристские маршруты в Обь-Томском междуречье

В Обь-Томском междуречье три природных заказника: Калтайский госзаказник, Томский федеральный государственный заказник и заказник в долине реки Большая Чёрная. Запаса сапропеля в Озере Кирек достаточно для организации курорта с годовой потребностью не менее 5 тыс. м.
Преобладающая территория ландшафтов Обь-Томского междуречья (95 %) относится к южной тайге и оставшаяся территория к пойменной лесостепи. Район расположен на стыке тектонических структур Западной Сибири — Алтае-Саянской горной системы и Западно-Сибирской равнины, на стыке природных зональных рубежей — лесостепи, подтайги и южной тайги.
Обь-Томское междуречье издревле заселено и освоено: в центральной части междуречья в растительном покрове преобладают осино-берёзовые леса, суходольные луга и пастбища и пашни. Под сельское хозяйство используется 18 % территории.
Ложбины древнего стока (Чернореченская) представляют собой своего рода комплексные памятники природы. Среди особо ценных природных ресурсов — большие запасы подземных вод, месторождениями торфа и гравийно-галечникового материала.

## Рекреация и туризм
Под создание природного парка Томский в Обь-Томском междуречье на базе Томского федерального госзаказника проведены исследования и создано технико-экологическое обоснование. Источники финансирования этого проекта не определены. Район, удобно расположенный на стыке трёх областей, насыщенный природными и историко-культурными достопримечательностями, пригоден для отдыха и оздоровления населения.

Эверест Обь-Томского междуречья, Достопримечательности Томской области

Озеро Кирек — жемчужина района. В озере месторождения лечебных грязей. Сосновые боры: Тимирязевский, Калтайский, Богородский, Никольский, Иринский. В них много грибов, ягод, шишек (в припоселковых кедровниках у с. Петрово, Лаврово, Нагорный Иштан, Зоркальцевский, Губинский, Верхне-Сеченовский, Нижне-Сеченовский), а сам рельеф похож на дюнный, намытый древними реками, морями. У берегов того древнего моря когда то на территории междуречья плескалась вода, когда-то всё было сковано ледовым панцирем.
В промежутки между оледенениями местность заселяли люди, которые по преданиям ведущим здесь раскопки археологов имели полуоседлую культуру (изготовления железа, например, в ур. Шайтан), а своих умерших предков не относили на сторону и захоранивали в погостах. Останки этих предков (по итогам раскопок в д. Могильники) находили в стенках земляного вала по периметру поселения Бараба. Духи умерших предков всегда были рядом со своими родственниками, могли общаться и помогать отгонять непрошенных гостей, охраняя родовое поселение. Посещение этих уголков возможно при прохождении «Таёжного треугольника» Обь-Томского междуречья.
Природные условия и наличие природных заказников позволяют развивать спортивный, экстремальный болотно-таёжный, познавательный и экологический туризм. В Обь-Томском междуречье проводятся туристские спортивные походы 1-3 категории сложности. Развиваемые разновидности активного и спортивного туризма — пешеходный, лыжный, водный, велотуризм, конный и автомототуризм.